# Amilaga albapicata
Amilaga albapicata là một loài bướm đêm trong họ Noctuidae.